# Daniel Onega
Daniel Onega (Las Parejas, 17 marzo 1945) è un ex calciatore argentino, di ruolo attaccante.

## Carriera

### Club
Cresciuto nel settore giovanile del River Plate, esordì in prima squadra nel 1965 giocando 207 con 87 gol. Nel 1972 si trasferì al Racing, esperienza seguita da una breve parentesi al River Plate. Dal 1973 al 1977 giocò in Spagna tra le file del Córdoba. Nel 1978 chiuse la carriera in Colombia nei Millonarios.

### Nazionale
Con la nazionale argentina giocò 13 partite.

## Palmarès

### Individuale
- Capocannoniere della Coppa Libertadores: 1

1966 (17 gol)